# Ramularia bistortae
Ramularia bistortae Fuckel – gatunek grzybów z klasy Dothideomycetes. Grzyb mikroskopijny, fitopatogen pasożytujący na rdeście wężowniku (Polygonum bistorta). Powoduje plamistość liści.

## Systematyka i nazewnictwo
Pozycja w klasyfikacji według Index Fungorum: Ramularia, Mycosphaerellaceae, Capnodiales, Dothideomycetidae, Dothideomycetes, Pezizomycotina, Ascomycota, Fungi.
Gatunek ten opisał Karl Wilhelm Gottlieb Leopold Fuckel w 1870 r. Synonim: Ovularia bistortae (Fuckel) Sacc. 1886.

## Charakterystyka
Na porażonych roślinach powoduje powstawanie eliptycznych lub okrągławych plam o średnicy 2–6 mm. Są brązowawe, otoczone brązowo fioletową obwódką. Zarodniki tworzą się na obydwu stronach liści w postaci nalotu.
Endofit, jego grzybnia jest zanurzona w tkankach rośliny. Konidiofory 1–4–komórkowe, o wymiarach 22–42 × 2–3 μm. Konidia powstają pojedynczo, rzadziej w łańcuszkach. Są jednokomórkowe, gruszkowate lub odwrotnie jajowate, o wymiarach 8–13 × 3–4 μm.
Znane jest występowanie Ramularia bistortae w niektórych państwach Europy.
Jest monofagiem. W Polsce notowany tylko na rdeście wężowniku, poza Polską także na rdeście żyworodnym (Bistorta vivipara).